# Służba Wolontariuszy Ermitażu
Służba Wolontariuszy Muzeum Ermitażu (ros. Служба волонтеров Государственного Эрмитажа) – program Państwowego Muzeum Ermitażu, skupiający rosyjskich i zagranicznych studentów w organizacji oferującej wszystkim chętnym możliwość zapoznania się z działalnością Ermitażu oraz wzięcia udziału w przygotowaniu i prowadzeniu projektów.

## Historia
Narodziny Służby są związane z przygotowaniami trzechsetnego jubileuszu Petersburga. Organizacja ceremonii przy wykorzystaniu zasobów ludzkich samego Ermitażu byłaby niemożliwa, dlatego gdy znaleźli się ochotnicy gotowi zaoferować pomoc, kierownicy muzeum poparli ich inicjatywę.
W styczniu 2003 roku lider grupy młodzieży zebranej w celu świętowania jubileuszu Petersburga, Michaił Kożuchowski, zaproponował stworzenie służby wolontariackiej złożonej ze studentów znających różne języki. Jeszcze do momentu oficjalnego zatwierdzenia programu udało się wyselekcjonować i przygotować do pracy w muzeum 150 osób. Wiosną program otrzymał poparcie i 23 maja 2003 roku wolontariusze weszli do muzeum. M. Kożuchowski został etatowym pracownikiem Ermitażu i kierownikiem służby wolontariackiej, która otrzymała status specjalnego programu pomyślnie funkcjonującego do dziś.
Wolontariusze pracują w różnych działach muzeum, zarówno w samym Ermitażu jak i poza jego obrębem.

## Zespół
Skład zespołu wolontariuszy jest różnorodny i wchodzą w niego studenci, uczniowie i emeryci, zarówno rosyjscy, jak i zagraniczni. Każdy z nich spędza w Ermitażu określoną przez siebie ilość czasu i wybiera zajęcie zgodne ze swoimi zainteresowaniami. Obecnie w Służbie pracują wolontariusze z Rosji, USA, Szwajcarii, Francji, Włoch, Niemiec, Polski i innych krajów. Wśród nich można znaleźć filologów, dziennikarzy, inżynierów, maszynistów, arachnologów, muzyków, barmanów, nauczycieli czy historyków sztuki.

## Działalność
Wolontariusze pomagają administracji w przyjmowaniu odwiedzających, kontrolują wejścia do sal i przestrzegania zasad Muzeum. Istotnym zadaniem wolontariuszy jest także pomoc w prowadzeniu naukowych i badawczych prac w naukowym oddziale Ermitażu: systematyzowanie i katalogowanie chronionych obiektów oraz ich restauracja. Pracują między innymi w Oddziale Archeologicznym Europy Wschodniej i Syberii, Oddziale Świata Antycznego, Sektorze Marketingu, Sektorze Specjalnych Przedsięwzięć, Sektorze Sztuki Współczesnej, Teatrze Ermitażu, Oddziale Prasowym Ermitażu oraz innych pododdziałach i oddziałach. Oprócz tego wolontariusze zajmują się tłumaczeniem materiałów informacyjnych na języki obce, wypełniają sekretarskie i kurierskie prace, pomagają podczas wystaw, w czasie programów teatralnych i koncertów, a także w specjalnych przedsięwzięciach Muzeum. Uczestniczą także w międzynarodowych seminariach i konferencjach.

## Projekty
Działalność Służby Wolontariuszy zakłada stworzenie i realizację własnych projektów, skierowanych na przyciągnięcie młodzieży do rozwiązywania współczesnych problemów dziedzictwa kulturowego i wytwarzanie poczucia odpowiedzialności za jego ochronę.

### Projekt „Ropsza”
Projekt ten był pierwszym przedsięwzięciem Służby Wolontariuszy. Głównym celem było zaakcentowanie problemu ochrony zespołu pałacowo – parkowego w Ropszy, XVIII – wiecznego folwarku położonego na południowy zachód od Petersburga i zapisanego na liście Światowego Dziedzictwa Kulturowego UNESCO.

### WHY – World Heritage & Youth (Światowe Dziedzictwo & Młodzież)
Najważniejszy projekt Służby Wolontariatu. Jego nazwę można rozpatrzeć jak pytanie: „czemu dla dzisiejszej młodzieży tak ważna jest ochrona światowego dziedzictwa kulturowego”? Odpowiedź na nie starają się uzyskać wolontariusze i specjaliści od ochrony dziedzictwa kulturowego w procesie powstałych w ramach projektu przedsięwzięć, posiedzeń okrągłego stołu, spotkań z historykami, archeologami i aktywistami. Głównym celem projektu jest zachęcenie jak największej liczby młodych ludzi do aktywnego zainteresowania tematem ochrony dziedzictwa kulturowego.

### Letni Uniwersytet
Od 2009 roku Służba Wolontariatu Ermitażu wraz z organizacją Rosatom każdego roku w ramach projektu WHY organizuje Letni Uniwersytet dla studentów, którzy wygrali specjalny konkurs. W przeciągu dwóch – czterech tygodni młodzi ludzie z technicznym wykształceniem, pochodzący różnych części kraju, pracują jako wolontariusze w Ermitażu, spotykają się ze specjalistami w dziedzinie dziedzictwa kulturowego, uczestniczą w pracach archeologicznych. Dzięki istnieniu tego projektu młodzi ludzie otrzymują unikalne doświadczenie i mogą głębiej zrozumieć istotę dziedzictwa kulturowego oraz uzyskać nowe spojrzenie na historię Rosji.

### Dziecięce gry i konkursy
Każdego roku Służba Wolontariatu organizuje kilka konkursów i gier dla uczniów szkół podstawowych i średnich. Konkursy organizowane przez Służbę Wolontariatu we współpracy z naukowymi oddziałami Ermitażu mają przede wszystkim charakter edukacyjny. W interesującej, odpowiedniej dla siebie formie dzieci mogą poznać światową historię i kulturę, odbyć wycieczkę po salach muzeum czy uczestniczyć w poszukiwaniach nietypowych eksponatów. Konkurs „U progu odkrycia” organizowany w grudniu 2010 był otwarty dla wszystkich europejskich uczniów. Zwykle na początku zimy odbywa się konkurs mający przybliżyć dzieciom nowoczesne technologie, a prace konkursowe to zazwyczaj animacje, prezentacje multimedialne i obrazy cyfrowe.
Przykładowe konkursy:
- Festiwal " Odkryj swoją Europę w Ermitażu", 26 września 2015
- Quiz "Odkryj swoją Europę", wrzesień 2013
- Quiz "Odkryj swoją Europę", wrzesień 2012
- „Koty – małe i duże”, kwiecień 2012
- „Garaż Mikołaja II w Pałacu Zimowym”, grudzień 2011
- „U progu odkrycia”, grudzień 2010
- „Śladami olimpijskich bogów”, kwiecień 2010
- „Gry wolontariackie”, grudzień 2009
- Gra „Dzień Scyta”, kwiecień 2009
- Gra "Gwiezdne Wojny", marzec 2009
- Gra "Kotowasja Kotomania", marzec 2009
- Gra „Epoka lodowcowa”, grudzień 2008
- Gra "Indiana Jones w Ermitażu", listopad 2008

### Konkursy grafiki komputerowej i animacji
Od 2005 roku Służba Wolontariuszy Ermitażu organizuje konkursy dla uczniów w dziedzinie technologii informacyjnych. Każdego roku Służba Wolontariuszy wraz z Naukowo-Metodycznym Oddziałem Centrum Szkolnego opracowuje i przeprowadza kilka konkursów, nawiązujących tematyką do IT, w zależności od przeprowadzanych w Ermitażu wydarzeń i wystaw.

### Lista projektów stworzonych przez serwis wolontariatu
- Ermitaż: Ochrona dziedzictwa kulturowego narodów, Wrzesień - Grudzień 2018.
- Ermitaż i balet rosyjski, Marzec - Maj 2018.
- Ermitaż w okresie transformacji, Październik - Grudzień 2015.
- Tour de France 1717. Wielka podróż Piotra Wielkiego, Luty - Maj 2017.
- Bizancjum i Rosja, Wrzesień - Grudzień 2016.
- Palmyra: Breathing Life!, Marzec - Maj 2015.
- Buenos Dias, Argentina, Wrzesień - Grudzień 2015.
- Żaba-podróżniczka, Kwiecień - Listopad 2015.
- Narodziny Ermitażu, Grudzień 2014 - Kwiecień 2015.
- Cudowny świat o którym marzymy..., Grudzień 2012.
- Koty duże i małe, Kwiecień 2012.
- 9 dni przed Kalendarzem Wrześniowym, Grudzień 2011.
- Garaż Mikołaja II w Pałacu Zimowym, Luty 2011.
- ...Na progu odkrycia., Październik 2010.
- Na tropie olimpijskich bogów, Kwiecień 2010.
- Rękopisy petersburga, Maj 2009.
- Multicat 2009, Marzec 2009.
- Sylwester, Grudzień 2007.
- Historia świątecznego drzewka, Grudzień 2005.